# یولیوس ویلبراند
یولیوس ویلبراند (آلمانی: Julius Wilbrand؛ ۲۲ اوت ۱۸۳۹ – ۲۲ ژوئن ۱۹۰۶) یک شیمی‌دان اهل آلمان بود.
مادهٔ تری‌نیترو تولوئن (تی‌ان‌تی) اولین بار توسط او ساخته شد.